# Sociologie de la prison
 (novembre 2020).
La sociologie de la prison est une branche de la sociologie qui étudie le monde carcéral. En France, on la distingue de la criminologie, contrairement à ce qui existe dans les pays anglo-saxons. Pourtant, concrètement, les disciplines sont très proches.

## Influences et courants de pensées dans la sociologie carcérale
La sociologie française de la prison s'est principalement développée à partir du début des années 1990, elle est récente comparée à l'ancienneté des travaux menés en Amérique du Nord dès les années 1930, notamment par Donald Clemmer. Celui-ci est l'auteur du concept de prizonisation signifiant que les prisonniers font l'acquisition dans et par la prison d'une sous-culture spécifique, cette notion de sous-culture sera reprise et approfondie par les travaux de Gresham Sykes dans les années 1950, puis par de nombreux auteurs au cours des décennies suivantes (notamment Stanton Wheeler, Peter Garabedian). L'influence américaine sur la sociologie française des prisons s'est muée en une influence de la sociologie anglo-saxonne sur la sociologie francophone car la sociologie des prisons s'est également développée en Belgique wallonne (avec notamment Philippe Mary, Dan Kaminski et Yves Cartuyvels et, plus récemment, Gaëtan Cliquennois ou David Scheer) et au Québec (Marion Vacheret, Guy Lemire), les travaux de Loïc Wacquant sur la construction de l'État pénal aux États-Unis, de Frieder Dunkel, ou du juriste  britannique Dirk van Zyl Smit sont souvent cités, ce dernier dirige actuellement une revue influente au niveau international: Punishment & Society.
La notion de culture dans les recherches françaises sur les prisons reste peu prisée. En revanche l'approche d'Erving Goffman et son concept d'institution totale est davantage mobilisé, de même que les analyses inspirées par les travaux du philosophe français Michel Foucault à la suite d'un livre publié en 1973 : Surveiller et punir (Gallimard), devenu best-seller mondial.
Parmi les sociologues français, on note en particulier, par ordre alphabétique : Georges Benguigui, Guy Casadamont, Gilles Chantraine, Antoinette Chauvenet, Philippe Combessie, Arnaud Gaillard, Fabrice Guilbaud, Claude Faugeron, Léonore Le Caisne, Guillaume Malochet, Anne-Marie Marchetti, Gwenola Ricordeau, Corinne Rostaing, Grégory Salle.

## Champs traités
Les thèmes traités par la sociologie française de la prison sont variés: certains chercheurs privilégient l'étude de la prison elle-même (les détenus, les surveillants, le maintien de l'ordre en détention, etc.), d'autres l'analyse de la place de la prison dans l'ensemble du processus pénal, et, plus largement, dans la société ; la société immédiatement environnante (avec des développements de phénomènes qui sont souvent qualifiés de NIMBY), ou la société dans son ensemble.
Ouvrages généraux
- Faugeron C., Chauvenet A, Combessie P., Approches de la prison, Bruxelles, DeBoeck Université, 1996.
- Philippe Combessie, Sociologie de la prison, Paris: La Découverte, coll. Repères, 2001, 2004 rééd. réactualisée: 2009.
- Benguigui Georges, Guilbaud Fabrice, Malochet, Guillaume (dir.), Prisons sous tensions, Nîmes : Champ social, 2011.